# Чемпионат мира по шорт-треку 1992
Чемпионат мира по шорт-треку 1992 года проходил 2 - 4 апреля в Денвере (США).

## Общий медальный зачёт
| Место | Страна           | Золото | Серебро | Бронза | Всего |
| ----- | ---------------- | ------ | ------- | ------ | ----- |
| 1     | Республика Корея | 6      | 3       | 3      | 12    |
| 2     | Китай            | 2      | 1       | 1      | 4     |
| 3     | Япония           | 1      | 1       | 3      | 5     |
| 4     | Канада           | 1      | 0       | 0      | 1     |
| 5     | Великобритания   | 0      | 2       | 0      | 2     |
| 5     | Нидерланды       | 0      | 2       | 0      | 2     |
| 7     | Новая Зеландия   | 0      | 1       | 0      | 1     |
| 8     | Франция          | 0      | 0       | 2      | 2     |
| 9     | США              | 0      | 0       | 1      | 1     |

## Медалисты

### Мужчины
| Дисциплина | Золото                                                                  | Серебро                                         | Бронза                                     |
| ---------- | ----------------------------------------------------------------------- | ----------------------------------------------- | ------------------------------------------ |
| Многоборье | Ким Ки Хун Республика Корея                                             | Мо Джи Су Республика Корея                      | Ли Джун Хо Республика Корея                |
| 500 м      | Ким Ки Хун Республика Корея                                             | Уилф О'Рейли Великобритания                     | Ли Джун Хо Республика Корея                |
| 1000 м     | Ким Ки Хун Республика Корея                                             | Майкл Макмиллан Новая Зеландия                  | Ли Джун Хо Республика Корея                |
| 1500 м     | Ким Ки Хун Республика Корея                                             | Мо Джи Су Республика Корея                      | Тацуёси Исихара Япония                     |
| 3000 м     | Ким Ки Хун Республика Корея                                             | Мо Джи Су Республика Корея                      | Фредерик Блэкберн Канада                   |
| Эстафета   | Тацуёси Исихара Тосинобу Каваи Юити Акасака Цутому Кавасаки Дзюн Уэмацу | Уилф О'Рейли Никки Гуч Джейми Фирн Меттью Яспер | Клод Никуло Марк Белла Арно Друэ Реми Энгр |

### Женщины
| Дисциплина | Золото                                                               | Серебро                                                                               | Бронза                                                   |
| ---------- | -------------------------------------------------------------------- | ------------------------------------------------------------------------------------- | -------------------------------------------------------- |
| Многоборье | Ким Со Хи Республика Корея                                           | Ли Янь Китай                                                                          | Нобуко Ямада Япония                                      |
| 500 м      | Ли Янь Китай                                                         | Ким Со Хи Республика Корея                                                            | Чжэн Чуньян Китай                                        |
| 1000 м     | Ли Янь Китай                                                         | Нобуко Ямада Япония                                                                   | Натали Ламбер Канада                                     |
| 1500 м     | Ким Со Хи Республика Корея                                           | Моник Велзебур Нидерланды                                                             | Эми Петерсон США                                         |
| 3000 м     | Ким Со Хи Республика Корея                                           | Ким Рян Хи Республика Корея                                                           | Нобуко Ямада Япония                                      |
| Эстафета   | Натали Ламбер Анджела Катроне Сильви Дэгль Иден Донателли Энни Перро | Моник Велзебур Симона Велзебур Пенелопа Ди Лелла Жоэль ван Кутсвелд Анке-Жани Ландман | Валери Барицца Сандрин Доде Гаэль Делеглиз Карине Рубини |